# 藤岡村
藤岡村（ふじおかむら）は福井県吉田郡にあった村。現在の福井市中心部の東方一帯、北陸自動車道の福井インターチェンジから福井北インターチェンジにかけての区域にあたる。

## 地理
- 河川 ： 九頭竜川

## 歴史
- 1956年（昭和31年）9月30日 - 東藤島村及び岡保村が合併して、藤岡村が発足する。
- 1961年（昭和36年）10月1日 - 福井市に編入する。

## 交通

### 鉄道路線
- 京福電気鉄道
  - 越前本線（現・えちぜん鉄道勝山永平寺線）
    - 追分口駅 - 東藤島駅 - 越前島橋駅

### 道路
現在は旧村域に北陸自動車道の福井北インターチェンジが所在するが、当時は未開通。